# Едисон (Небраска)
Едисон (енгл. Edison) град је у америчкој савезној држави Небраска.

## Демографија
По попису из 2010. године број становника је 133, што је 21 (-13,6%) становника мање него 2000. године.
| Група             | 2000.        | 2010.       |
| Белци             | 154 (100,0%) | 130 (97,7%) |
| Афроамериканци    | 0 (0,0%)     | 0 (0,0%)    |
| Азијати           | 0 (0,0%)     | 0 (0,0%)    |
| Хиспаноамериканци | 0 (0,0%)     | 1 (0,8%)    |
| Укупно            | 154          | 133         |